# The Law (The Law)
| Recensione | Giudizio |
| ---------- | -------- |
| AllMusic   |          |

The Law è il primo e unico album del supergruppo The Law.

## Genesi e contesto
I Law si formarono quando Paul Rodgers incontrò Kenney Jones in un nightclub di Londra, e si decise di formare una band insieme. I due si avvalsero di diversi musicisti di supporto, al fine di dare a Paul Rodgers la libertà di perseguire qualsiasi stile musicale sentiva di fare.
A differenza dei suoi precedenti progetti in cui aveva scritto o co-scritto la maggior parte del materiale, in questa occasione Rodgers fece affidamento su collaboratori esterni per comporre la maggior parte delle canzoni dell'album (come Phil Collen, Chris Rea, Bryan Adams, ecc...). Ironia della sorte, l'unico singolo estratto dall'album, Laying Down the Law, è stato scritto da Rodgers stesso. L'album vanta la partecipazione di ospiti importanti come David Gilmour, Bryan Adams, Chris Rea e Jim Barber.
L'album venne accolto in modo freddo dalla critica e dal pubblico, e ciò portò allo scioglimento della band dopo nemmeno un anno di attività.

## Tracce
1. For a Little Ride - 3:54 (Mark Mangold, Benny Mardones)
2. Miss You in a Heartbeat - 4:32 (Phil Collen)
3. Stone Cold - 4:13 (Tamara Champlin)
4. Come Save Me (Julianne) - 4:01 (Charlie Black, Cliff Downs, Austin Roberts)
5. Laying Down the Law - 4:22 (Rodgers)
6. Nature of the Beast - 3:53 (Bryan Adams, Jim Vallance)
7. Stone - 5:12 (Chris Rea)
8. Anything for You - 3:57 (Steve Diamond, Eric McCusker)
9. Best of My Love - 4:36 (Jerry Lynn Williams)
10. Tough Love - 3:41 (Rodgers)
11. Missing You Bad Girl - 4:42 (Rodgers)
12. That's When You Fall in Love - 3:47 (Rodgers)

## Crediti

### The Law
- Paul Rodgers: voce, chitarra, piano
- Kenney Jones: batteria
- Jim Barber: chitarra solista

### Musicisti addizionali
- John Staehely: chitarra
- Pino Palladino: basso
- David Gilmour: chitarra in Stone
- Chris Rea: chitarra in Stone
- Bryan Adams, Mike Hehir: chitarre
- Jim barber: chitarra solista [in più tracce]
- John Astley, Steve Pigott: tastiere, programmazione
- Albhy Galuten: sintetizzatori
- George Hawkins: basso
- Tom Pool: batteria
- Joe Lala: percussioni
- The Memphis Horns: sezione fiati